# انستیتوی تبت‌شناسی نامگیال
انستیتوی تبت‌شناسی نامگیال (انگلیسی: Namgyal Institute of Tibetology) موزه‌ای است در رابطه با تبت که در تاریخ اول اکتبر ۱۹۵۸ میلادی در شهر گانگتوک در ایالت سیکیم هند افتتاح شده‌است. این محل را همچنین موزه تبت‌شناسی گانگتوک می‌نامند و مجسمه‌ها، عبادتگاه‌ها، تصاویر شخصیتهای مقدس، فرشها و نقابها و اشیای هنری دیگر از تبت در آن به نمایش گذاشته شده‌است.
انستیتوی تبت‌شناسی نامگیال در زمینه‌های زبان و سنن تبت، منجمله مذهب بودا، تحقیق می‌کند. کتابخانه آن حاوی مجموعه‌ای است از آثار هنری و نقاشی‌های روی پارچه که تانکا نامیده می‌شوند. باغ این انستیتو شامل جنگلی است که منجمله تنوعی از گلهای ارکیده که در ایالت سیکیم یافت می‌شود در آن کاشته شده‌است.

## تاریخچه
ساخت این انستیتو توسط حاکم سیکیم تاشی نامگیال به یاد پسر درگذشته‌اش «پالجور نامگیال» ساخته شده‌است. اولین کلنگ ساختمان آن توسط چهاردهمین دالای‌لاما در تاریخ ۱۰ فوریه ۱۹۵۷ زده شد و جواهر لعل نهرو، نخست‌وزیر هند، آنرا در تاریخ اول اکتبر ۱۹۵۸ افتتاح کرد.
در سال ۲۰۰۲، سرپرست جدید آن، تاشی دنساپا تصمیم به گسترش این انستیتو بازسازی ساختاری بخش تحقیقات آن گرفت و باب همکاریهای بین‌المللی را از طریق برنامه‌های تحقیقی جدید، کنفرانسها، اعطای بورس، انتشارات و همکاری با محققین خارجی باز کرد. در همین راستا، تاشی دنساپا، تاشی سرینگ، تبت‌شناس، را به سمت مشاور و آنا بالیکچی دنجونگپا را به سمت هماهنگ‌کننده تحقیقات در لندن گماشت.
این مؤسسه پژوهشگران را استخدام می‌کند و یکی از برنامه‌های تحقیقاتی جدیدش پروژه ای است که سعی دارد سابقه تاریخی ۶۰ صومعه نزدیک سیکیم را به ثبت برساند و این را روی رایانه ثبت کند.
پروژه دیگری به دنبال دیجیتالی کردن و ثبت عکس‌های قدیمی و نادر از سیکیم برای توزیع دانش است.
کیمپو داجار به عنوان رئیس شیدا، یک دانشکده نینگما متصل به مؤسسه، به مدت شش ساله خدمت کرده‌است.
این انستیتو تبدیل به یک مرکز تحقیقاتی پویا در هیمالیا شرقی است که فعالانه مطالعات بودایی و تبت را تبلیغ می‌کند، از جمله زمینه‌های آن در مطالعات سیکیم است. به منظور کمک به او برای رسیدن به این هدف، دنیسپا در شرکت تشی سرینگ (یکی از مؤسسه مکهن، دارامزالا) به عنوان مشاور نیمه وقت و یک عضو فرهنگستان و کارمند جدید در طی سالها منصوب شد.

## نگارخانه

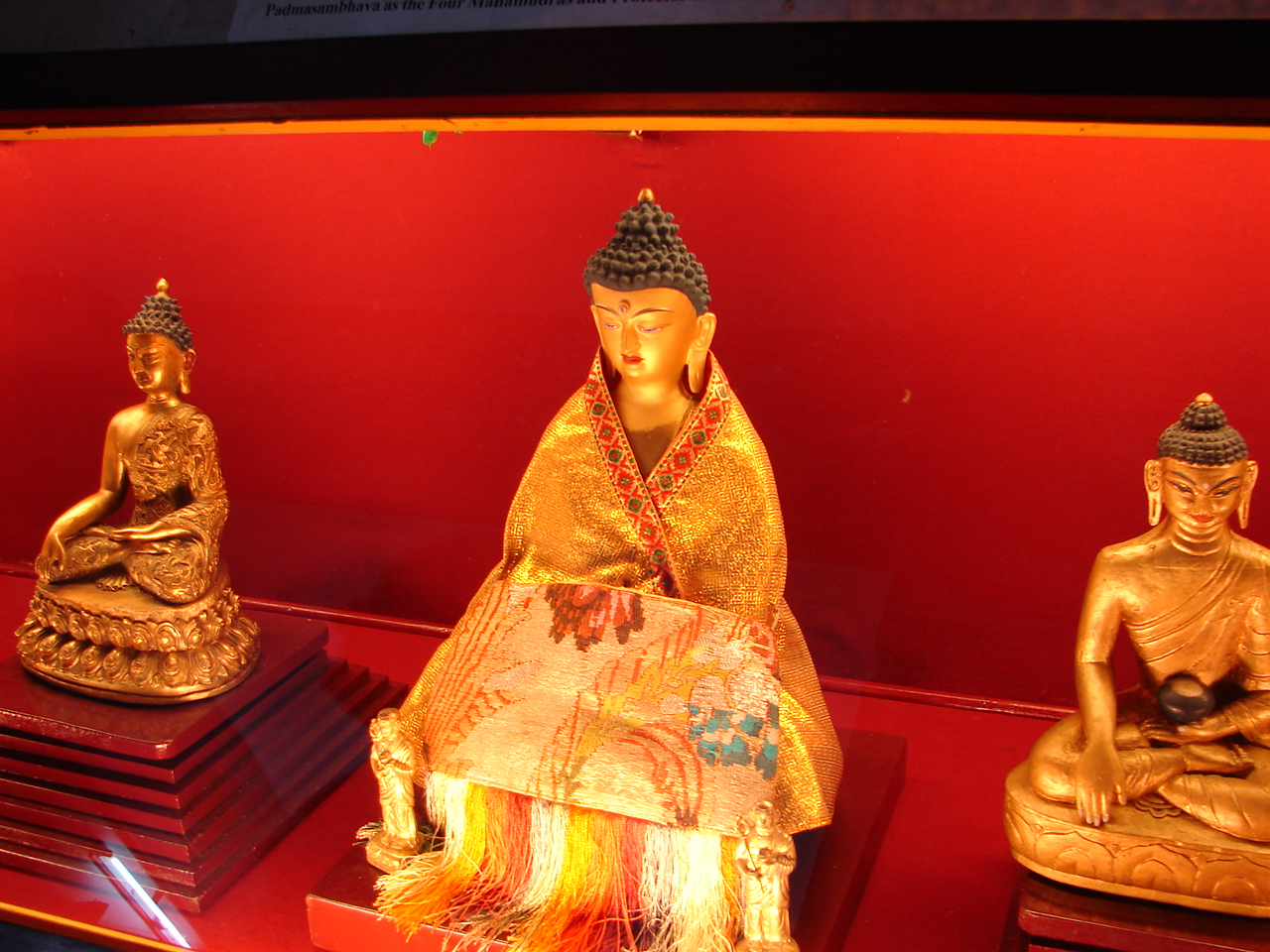
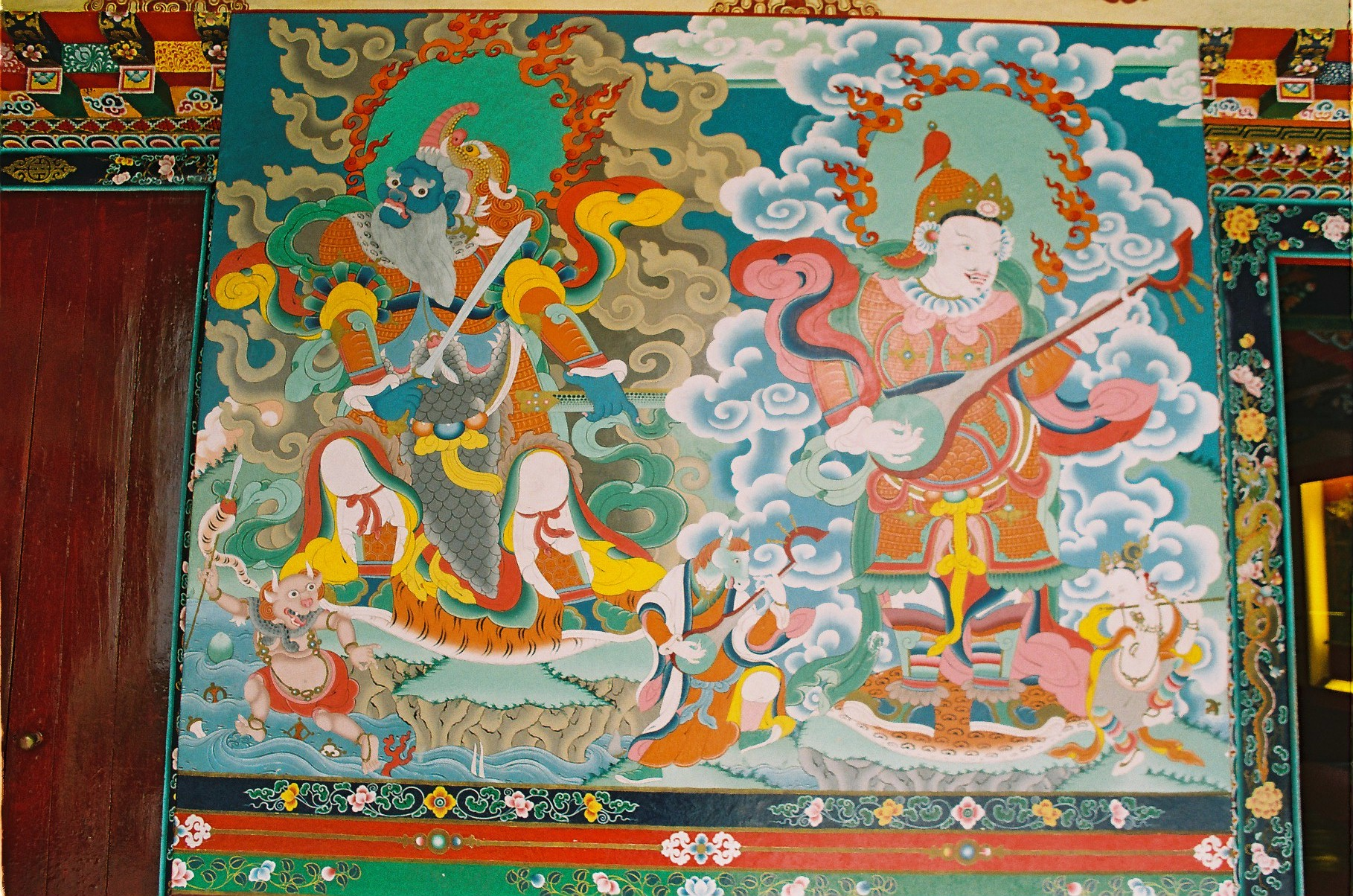